# 고진초등학교
고진초등학교(古陳初等學校)는 대한민국 경기도 용인시에 있는 공립 초등학교이다.

## 학교 연혁
- 2024년 3월 1일 : 개교